# Alonso Vélez de Mendoza
Alonso Vélez de Mendoza, vecino de Moguer, fue comendador de la Orden de Santiago.

## Biografía
El 6 de junio de 1499 obtuvo licencia de los Reyes Católicos para navegar a Indias. En las capitulaciones se le autoriza a llevar cuatro carabelas, aunque finalmente solo consigue dos, la Santi Spiritus y la San Cristóbal.
En octubre de 1500 pasa al sur del cabo de San Agustín, siendo la primera vez que una nave castellana lo consigue. Continúan descendiendo hasta un río que llaman Cervutos.
Posteriormente regresan a España, donde los descubrimientos realizados tienen una doble consecuencia: 
- Por un lado quedó demostrado que el cabo de San Agustín no estaba en una isla, sino que pertenecía a un continente y que al prolongarse al sur entraba en la jurisdicción portuguesa.

- Sin embargo, el haber navegado hacia el sur y comprobar que el litoral se dirigía hacia el suroeste, hacía que las tierras volvían a estar dentro de la demarcación española y, por tanto, se abría un amplio horizonte de tierras por descubrir.

El 15 de febrero de 1502 Vélez de Mendoza obtuvo una capitulación que le autorizaba a establecerse en La Española con cincuenta colonos y sus familias, con el fin de crear una nueva población. Se cree que murió a finales de 1511.